# Ravigauly

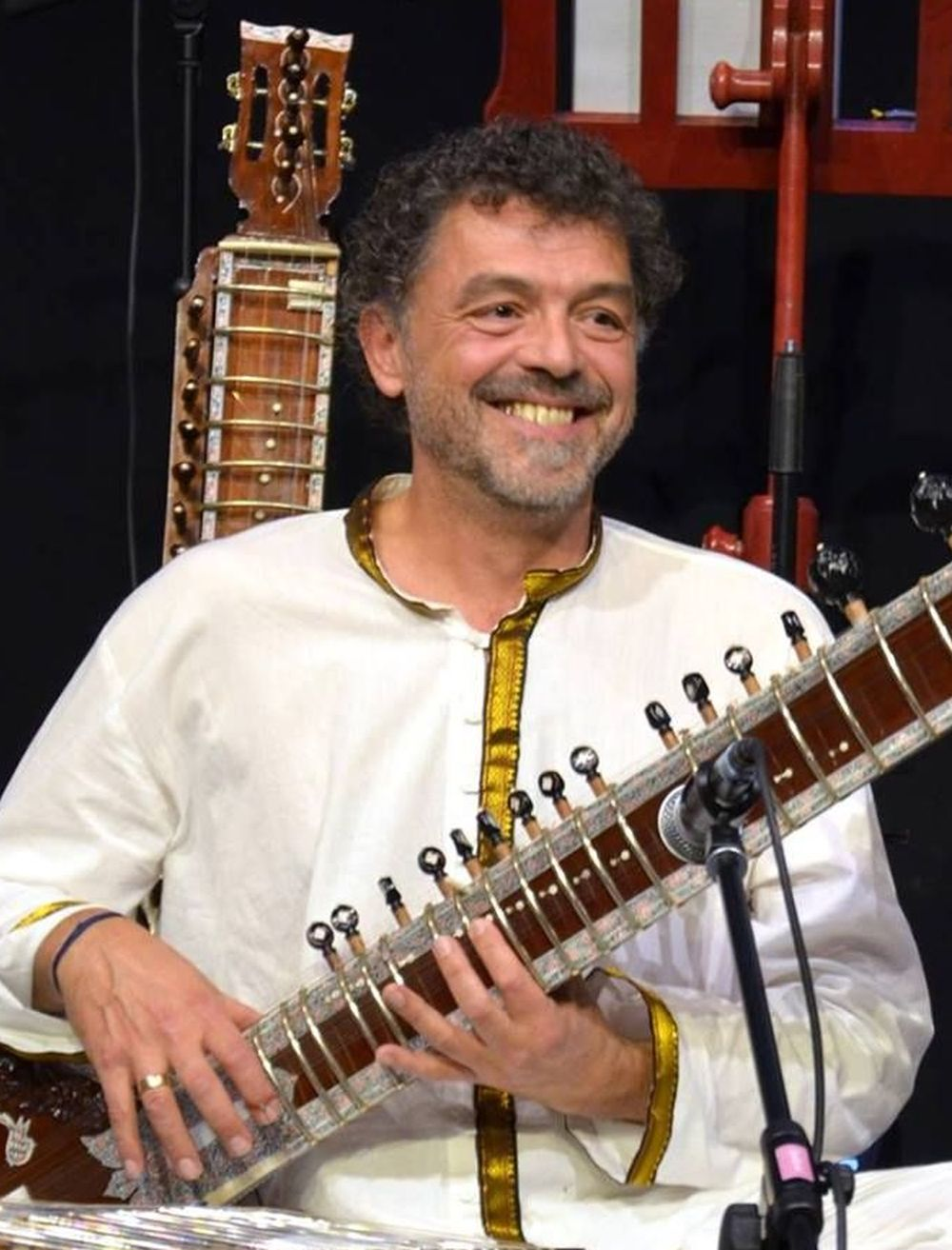
Ravigauly, Musiker, World Fusion Chillout Lounge Experience

Ravigauly (* 18. Juli 1963 in Herxheim bei Landau/Pfalz; sanskrit: रविगौल्य, mit bürgerlichem Namen Bernd Gauly) ist ein Sitar-Spieler, der indische und westliche Musik miteinander verbindet. Gleichzeitig ist Ravigauly & Band der Bandname der Formation, welche vormals unter dem Akronym BUTI bekannt war.

## Leben
Nach dem Abschluss der Mittleren Reife 1980 absolvierte Gauly eine Ausbildung zum Fernmeldeelektroniker. Nach Erlangung der Fachhochschulreife 1986 an der Berufsbildenden Schule Landau besuchte er ab 1988 die Physiotherapieschule und von 2008 bis 2009 das Ackermann Institut for Chiropraktik in Stockholm. Er ist hauptberuflich seit 1988 staatlich anerkannter Physiotherapeut und seit 2001 Heilpraktiker mit eigener Praxis. Als nebenberuflicher Musiker besitzt er seit 2018 sein eigenes Plattenlabel. Der autodidaktische Musiker wurde nach eigenen Angaben durch mehrere Reisen nach Indien, Sri Lanka und Nepal stark von der indischen/orientalischen Musik beeinflusst. Das Spielen aller Instrumente, Sitar, Santur, Dilruba, Tampura, Saz, Singing Bowls und Tabla, sowie E-Gitarre, Bass, Drum und Keyboard hat er eigenhändig im eigenen Studio eingespielt. Neben dem Soloprojekt tritt er bei Livekonzerten mit der Formation Ravigauly & Band auf. Band: Sabine Gauly (Vocal, Tampura, Klangschalen); Uwe Klöfer (Gitarre, Klarinette); Inge Mrotzek (Bass); Jürgen Mrotzek (Drum); Christian Schega (Keys); Tobi Schölles (Tabla, Udu, Hang).
Gauly ist verheiratet und Vater von drei Kindern, wohnhaft in Herxheim.

## Diskografie
- 2011: Krishnamusic Relax or Groove (JoBabbel)
- 2015: Asialounge unwind, relax and groove (Mystica Music, India)
- 2015: Dreamscapes (Silenzio, Germany)
- 2017: BUTI (Mystica Music, India)
- 2018: Colours (Krishnamusic, Germany)
- 2018: Summercamp, Ravigauly feat. BUTI (Krishnamusic, Germany)
- 2020: Shilpa (Krishnamusic, Germany)
- 2022: Pillar of Light (Ravigauly & Band)

## Film
- 2018: Landesschau Couchgespräche Bernd Gauly - Erfolgreich mit der Sitar
- 2019: Dokumentarfilm, RaviGauly, indische Musik aus der Pfalz (Regie: Christian Schega, Calimedia)[4]
- 2021: SWR Landesschau Couchgespräche Bernd Gauly - spielt das indische Instrument[5]
- 2021: SWR2 Hausbesuche Ravi Gauly: Indische Musik aus der Pfalz, 1. Juli 2021[6]'

## Konzertmitschnitte
- 2019 Filmpremiere und Konzert, Germersheim
- 2019 Sommerfest Buddhas Weg
- 2019 Bundesgartenschau[7] Heilbronn
- 2018 Synagoge Rülzheim
- 2018 „Fabrikkonzert – Ravigauly feat. Buti“[3]
- 2019 Konzert und Filmpremiere[8] "indische Musik aus der Pfalz" Germersheim
- 2017, 2016 Chawwerusch Herxheim
- 2018 Live in Pushkar, Indien
- 2018 Live in Rishikesh, Indien
- 2022 Villa Wieser, Herxheim